# Eugen Ingebretsen
Carl Eugen Ingebretsen (* 30. Dezember 1884 in Oslo; † 11. Januar 1939 ebenda) war ein norwegischer Turner.

## Erfolge
Eugen Ingebretsen, der für den Oslo Turnforening turnte, nahm 1906 an den offiziell nicht anerkannten Olympischen Zwischenspielen in Athen teil, bei denen er mit der norwegischen Mannschaft im Riegenturnen die Goldmedaille gewann. In der aus sechs Riegen bestehenden Konkurrenz setzten sich die Norweger mit 19,00 Punkten vor den Mannschaften aus Dänemark und Italien durch.
1908 gab Ingebretsen in London bei den Olympischen Spielen als Mitglied der norwegischen Turnriege im Mannschaftsmehrkampf schließlich sein offizielles Olympiadebüt. Unter allen acht startenden Mannschaften mussten sich die Norweger, die 425 Punkte erzielten und vor Finnland Zweiter wurden, lediglich der schwedischen Mannschaft mit 438 Punkten geschlagen geben. Damit erhielt Ingebretsen ebenso wie Arthur Amundsen, Carl Albert Andersen, Otto Authén, Hermann Bohne, Trygve Bøyesen, Oskar Bye, Conrad Carlsrud, Sverre Grøner, Harald Halvorsen, Harald Hansen, Peter Hol, Ole Iversen, Per Jespersen, Sigurd Johannessen, Nicolai Kiær, Carl Klæth, Thor Larsen, Rolf Lefdahl, Hans Lem, Anders Moen, Frithjof Olsen, Carl Alfred Pedersen, Paul Pedersen, Sigvard Sivertsen, John Skrataas, Harald Smedvik, Andreas Strand, Olaf Syvertsen und Thomas Thorstensen die Silbermedaille. Im Einzelmehrkampf kam Ingebretsen mit 109,00 Punkten nicht über den 94. Platz hinaus.
1912 in Stockholm erfolgte Ingebretsens zweite Olympiateilnahme. Er gehörte diesmal zur norwegischen Turnriege im Wettbewerb, der nach dem sogenannten schwedischen System ausgetragen wurde. Dabei traten insgesamt drei Mannschaften an, die aus 16 bis 40 Turnern bestehen und während des einstündigen Wettkampfs gleichzeitig antreten mussten. Es wurden die Ausführungen der geturnten Übungen an den Geräten bewertet, aber auch das Verlassen und der Wechsel der Geräte sowie der Einmarsch zu Beginn. Das Gesamtergebnis war ein Durchschnittswert der Ergebnisse aller Turner. Neben den Norwegern traten auch Turnriegen aus Schweden und Dänemark an. Mit 937,46 Punkten setzten sich die Schweden deutlich gegen ihre Konkurrenten durch: Die Dänen erzielten 898,84 Punkte und belegten damit vor den drittplatzierten Norwegern mit 857,21 Punkten den zweiten Platz. Neben Ingebretsen gewannen Arthur Amundsen, Jørgen Andersen, Trygve Bøyesen, Georg Brustad, Conrad Christensen, Oscar Engelstad, Marius Eriksen, Aksel Hansen, Peter Hol, Olaf Ingebretsen, Olaf Jacobsen, Erling Jensen, Thor Jensen, Frithjof Olsen, Oscar Olstad, Edvin Paulsen, Carl Alfred Pedersen, Paul Pedersen, Realf Robach, Sigurd Smebye und Torleif Torkildsen die Bronzemedaille.